# المنزل السري
المنزل السري (بالكورية: 비밀의 집)؛ هو مسلسل تلفزيوني كوري جنوبي من بطولة سيو ها جون، لي يونغ يون وكيم جونغ- هيون. عرض على قناة إم بي سي من 11 أبريل إلى 10 أكتوبر 2022، تم بثه من الاثنين إلى الجمعة لمدة 124 حلقة.